# Öhrenstein
Der Öhrenstein im Rothaargebirge ist ein 791,5 m ü. NHN hoher Berg bei Wiemeringhausen im nordrhein-westfälischen Hochsauerlandkreis.

## Geographie

### Lage
Der Öhrenstein erhebt sich im Nordteil des Rothaargebirges im Hochsauerland. Sein Gipfel liegt 2,5 km südöstlich des Olsberger Stadtteils Wiemeringhausen und 2 km nordnordöstlich des Winterberger Stadtteils Niedersfeld. Der Berg gehört zur Gemarkung Wiemeringhausen. Jenseits der zur Erhebung Auf dem Sternrodt (789,4 m) überleitenden Scharte (779,2 m) liegt die Grenze zur Gemarkung Niedersfeld. Etwa 1,5 km (jeweils Luftlinie) östlich verläuft jene zum Nordwestteil Nordhessens und dortigen Upland.
Passiert wird der bewaldete Berg im Westen von Oberlauf der von der Bundesstraße 480 begleiteten Ruhr. Ostnordöstlich des Gipfels entspringt mit dem Medebach der rechte Quellbach des Gierskoppbachs und westlich des Sattels zwischen dem Öhrenstein und Beieck westlich des Ochenkreuzes die Deutmecke (Deitmeckersiepen).
Nachbarn des Öhrensteins sind Beieck (695 m) im Norden, Rehhorn (738,4 m) im Nordosten, Langenberg (843,2 m) im Osten, Auf dem Sternrodt (789,4 m) im Südosten, jenseits des Hillebachtals Rimberg (764,5 m) im Süden sowie jeweils jenseits des Ruhrtals Hoher Hagen (729 m) im Südsüdwesten, Der Stein (668,2 m) im Südwesten, Kahlenberg (732,8 m) im Westsüdwesten und Bornstein (533,4 m) im Nordwesten. Hierzu zählt auch noch der Beieck-Südwestausläufer Wildenstein mit der südöstlich von Wiemeringhausen befindlichen Burgruine Wildenstein.

### Naturräumliche Zuordnung
Der Öhrenstein gehört in der naturräumlichen Haupteinheitengruppe Süderbergland (Nr. 33), in der Haupteinheit Rothaargebirge (mit Hochsauerland) (333) und in der Untereinheit Winterberger Hochland (333.5) zum Naturraum Langenberg (333.58). Die Landschaft fällt nach Norden in den Naturraum Schellhorn- und Treiswald (333.82) ab und nach Westen in den Naturraum Nordheller Höhen (333.57).

## Schutzgebiete
Auf der Westflanke des Öhrensteins liegt das Naturschutzgebiet (NSG) Oserberg (CDDA-Nr. 329566; 2001 ausgewiesen; 18,03 ha groß), an das südlich das NSG Bochtenbeck (CDDA-Nr. 389669; 2006; 68,54 ha) anschließt; letzteres ist Teil des Fauna-Flora-Habitat-Gebiets Schluchtwälder nördlich Niedersfeld (FFH-Nr. 4717-303; 1,80 km²). Auf dem Berg befinden sich auch Teile des Landschaftsschutzgebiets (LSG) Olsberg (CDDA-Nr. 555554922; 1984; 79,409 km²), an das im Süden das LSG Teilgebiet der Stadt Winterberg (CDDA-Nr. 555555153; 1983; 75,2111 km²) stößt.

## Verkehr, Wandern, Skisport
Der Öhrenstein wird westlich von der Bundesstraße 480 (Winterberg–Niedersfeld) passiert. Er ist nur auf Waldwegen zu erreichen. Auf seiner Nordostflanke liegt eine Skipiste, die über den auf der Nordflanke von Auf dem Sternrodt befindlichen Skilift erreicht werden kann.